# ژسوس فریرا
ژسوس فریرا (انگلیسی: Jesús Ferreira؛ زادهٔ ۲۴ دسامبر ۲۰۰۰) بازیکن فوتبال اهل کلمبیا است.
از باشگاه‌هایی که در آن بازی کرده‌است می‌توان به اف‌سی دالاس اشاره کرد.
وی همچنین در تیم‌های ملی فوتبال ایالات متحده آمریکا بازی کرده‌است.